# Coupe de Tunisie masculine de basket-ball 2013-2014
Navigation
Coupe de Tunisie 2012-2013 Coupe de Tunisie 2014-2015
La coupe de Tunisie 2013-2014 est la 58e édition de la coupe de Tunisie masculine de basket-ball, compétition à élimination directe mettant aux prises des clubs de basket-ball amateurs et professionnels affiliés à la Fédération tunisienne de basket-ball.
Le tenant du titre est l'Étoile sportive du Sahel, vainqueur durant la saison précédente face au Stade nabeulien.

## Résultats

### Seizièmes de finale
La compétition commence avec les seizièmes de finale. Les deux finalistes de la précédente édition ainsi que les autres clubs tirés au sort se sont qualifiés directement pour les huitièmes de finale.
| Date             | Équipe à domicile               | Équipe à l'extérieur              | Score                                              |
| ---------------- | ------------------------------- | --------------------------------- | -------------------------------------------------- |
| 15 décembre 2013 | Stade sportif de Kasserine      | Étoile olympique La Goulette Kram | 68-86                                              |
| 15 décembre 2013 | Étoile sportive de Radès        | Gazelec sport de Tunis            | 78-61                                              |
| 15 décembre 2013 | Club athlétique du Kef          | Basket Club de Béja               | 58-51                                              |
| 15 décembre 2013 | Association sportive d'Hammamet | Jeunesse sportive d'El Menzah     | 87-75                                              |
| 15 décembre 2013 | Club sportif des cheminots      | Dalia sportive de Grombalia       | 73-67                                              |
| 15 décembre 2013 | AS Cimenterie Bizerte           | TACAPES Basket-ball Club de Gabès | 59-54                                              |
| 21 décembre 2013 | Club sportif de Hammam Sousse   | Avenir sportif de La Marsa        | ?-?                                                |
| -                | Étoile sportive du Sahel        | -                                 | Qualifié en tant que détenteur de la coupe         |
| -                | Stade nabeulien                 | -                                 | Qualifié en tant que finaliste de la coupe 2012-13 |
| -                | Union sportive monastirienne    | -                                 | Qualifié par tirage au sort                        |
| -                | Basket-ball Club de Mahdia      | -                                 | Qualifié par tirage au sort                        |
| -                | Club africain                   | -                                 | Qualifié par tirage au sort                        |
| -                | Ezzahra Sports                  | -                                 | Qualifié par tirage au sort                        |
| -                | Club athlétique bizertin        | -                                 | Qualifié par tirage au sort                        |
| -                | Sfax railway sport              | -                                 | Qualifié par tirage au sort                        |
| -                | Jeunesse sportive kairouanaise  | -                                 | Qualifié par tirage au sort                        |

### Huitièmes de finale
| Date           | Équipe à domicile                 | Équipe à l'extérieur            | Score  |
| -------------- | --------------------------------- | ------------------------------- | ------ |
| 8 février 2014 | Étoile olympique La Goulette Kram | Ezzahra Sports                  | 45-47  |
| 8 février 2014 | Club africain                     | Étoile sportive de Radès        | 74-60  |
| ?              | Club athlétique du Kef            | Stade nabeulien                 | ?-?    |
| 8 février 2014 | Union sportive monastirienne      | Association sportive d'Hammamet | 102-79 |
| 8 février 2014 | Club sportif des cheminots        | Jeunesse sportive kairouanaise  | 66-79  |
| 8 février 2014 | AS Cimenterie Bizerte             | Sfax railway sport              | 70-59  |
| 8 février 2014 | Avenir sportif de La Marsa        | Basket-ball Club de Mahdia      | 51-56  |
| 8 février 2014 | Club athlétique bizertin          | Étoile sportive du Sahel        | 59-66  |

### Quarts de finale
| Date          | Équipe à domicile            | Équipe à l'extérieur           | Score |
| ------------- | ---------------------------- | ------------------------------ | ----- |
| 12 avril 2014 | Club africain                | ASC Bizerte                    | 84-25 |
| 12 avril 2014 | Association Mégrine Sport    | Jeunesse sportive kairouanaise | 50-96 |
| 12 avril 2014 | Union sportive monastirienne | Étoile sportive du Sahel       | 77-63 |
| 12 avril 2014 | Ezzahra Sports               | Stade nabeulien                | 56-52 |

### Demi-finales
| Date       | Équipe à domicile              | Équipe à l'extérieur         | Score |
| ---------- | ------------------------------ | ---------------------------- | ----- |
| 2 mai 2014 | Jeunesse sportive kairouanaise | Ezzahra Sports               | 67-53 |
| 3 mai 2014 | Club africain                  | Union sportive monastirienne | 81-74 |

### Finale
| Date        | Lieu      | Équipe à domicile | Équipe à l'extérieur           | Score |
| ----------- | --------- | ----------------- | ------------------------------ | ----- |
| 31 mai 2014 | El Menzah | Club africain     | Jeunesse sportive kairouanaise | 91-79 |

- Composition des équipes et points marqués[1] :
  - Club africain (entraîneur : Monoom Aoun) : Mourad El Mabrouk (17), Jamelle Barrett, Eric Hicks (8), Naim Dhifallah (16), Mohamed Hadidane (21), Bechir Hadidane, Lassaad Chouaya (4), Nizar Knioua (13), Sameh Kraiem (8), Mohamed Ali Farjallah (3), Haythem Albouchi
  - Jeunesse sportive kairouanaise (entraîneur : Moncef Aininou) : Mohamed Ali Boukhris, Moslem Chellouf, Sofiane Nabti (5), Oubeid Kochat (3), Hamza Majoul, Jad-Allah Jaouadi (4), Hédi Ben Saidane, Bilel Msakni (11), Souheil Kechrid, Mohamed Abbassi (30), Mehdi Jaouadi, Nysanu Williams (25)

## Champion
- Club africain
  - Président : Slim Riahi
  - Entraîneur : Monoom Aoun
  - Joueurs : Naim Dhifallah, Mourad El Mabrouk, Nizar Knioua, Hichem Zahi, Mohamed Hadidane, Jamelle Barrett, Lassaad Chouaya, Sameh Kraiem, Haythem Albouchi, Eric Hicks, Mohamed Ali Farjallah, Bechir Hadidane, Seif Ben Maati